# Orgelmusik
Orgelmusik ist Musik, die speziell für die Orgel improvisiert oder geschrieben wurde. Man kann die Orgelmusik, analog zur Musikgeschichte, in Epochen einteilen. Ein zweites Unterscheidungskriterium neben der historischen Zuordnung ist das der Orgellandschaft, da Orgelmusik oft für ganz bestimmte Instrumente oder Instrumententypen geschrieben oder zumindest von ihnen inspiriert wurde. Ein drittes Unterscheidungskriterium ist der Unterschied zwischen geistlicher und weltlicher Orgelmusik.
- Als weltliche Orgelmusik gilt religionsunabhängige Musik, z. B. die antike Orgelmusik auf der Hydraulis, die Bearbeitungen von Tänzen und weltlichen Liedern in der Zeit der Renaissance, die üblicherweise auf Hausorgeln, Positiven und Regalen wiedergegeben wurden, oder auch die Stummfilmbegleitung auf der Kinoorgel.

- Als geistliche Orgelmusik gilt, was im Rahmen von religiösen Zeremonien gespielt wird oder auf religiösem Liedgut basiert. Dazu gehört z. B. bis auf wenige Ausnahmen die Orgelmusik, die im Rahmen eines christlichen Gottesdienstes gespielt wird (liturgisches Orgelspiel). Im Bereich der geistlichen Orgelmusik ist darüber hinaus eine Differenzierung zwischen „choralgebundener“, also auf einem geistlichen Lied basierender, und „freier“ Literatur üblich.

Die Orgelmusik wurde, gemeinsam mit dem Orgelbau, 2014 als eine von 27 Kulturformen und Handwerkstechniken in das Bundesweite Verzeichnis des immateriellen Kulturerbes in Deutschland sowie im Dezember 2017 in die Repräsentative Liste des immateriellen Kulturerbes der Menschheit aufgenommen.

## Epochen

### Mittelalter
Als älteste schriftlich überlieferte Orgelmusik gilt die Musik aus dem Robertsbridge Codex (Appendix um 1350). Einige wenige Quellen stammen aus spätgotischer Zeit, so der Codex Faenza (um 1420), die Orgelstücke aus der Predigtsammlung aus Winsen (1431), die Oldenburger Orgeltabulatur des Magister Ludolf Lying (1445) und die Tabulatur des Adam Ileborgh aus Stendal (1448). Aus der Zeit des musikalischen Umbruchs vom Mittelalter zur Renaissance stammt das für damalige Verhältnisse sehr umfangreiche Buxheimer Orgelbuch (1460/1470).

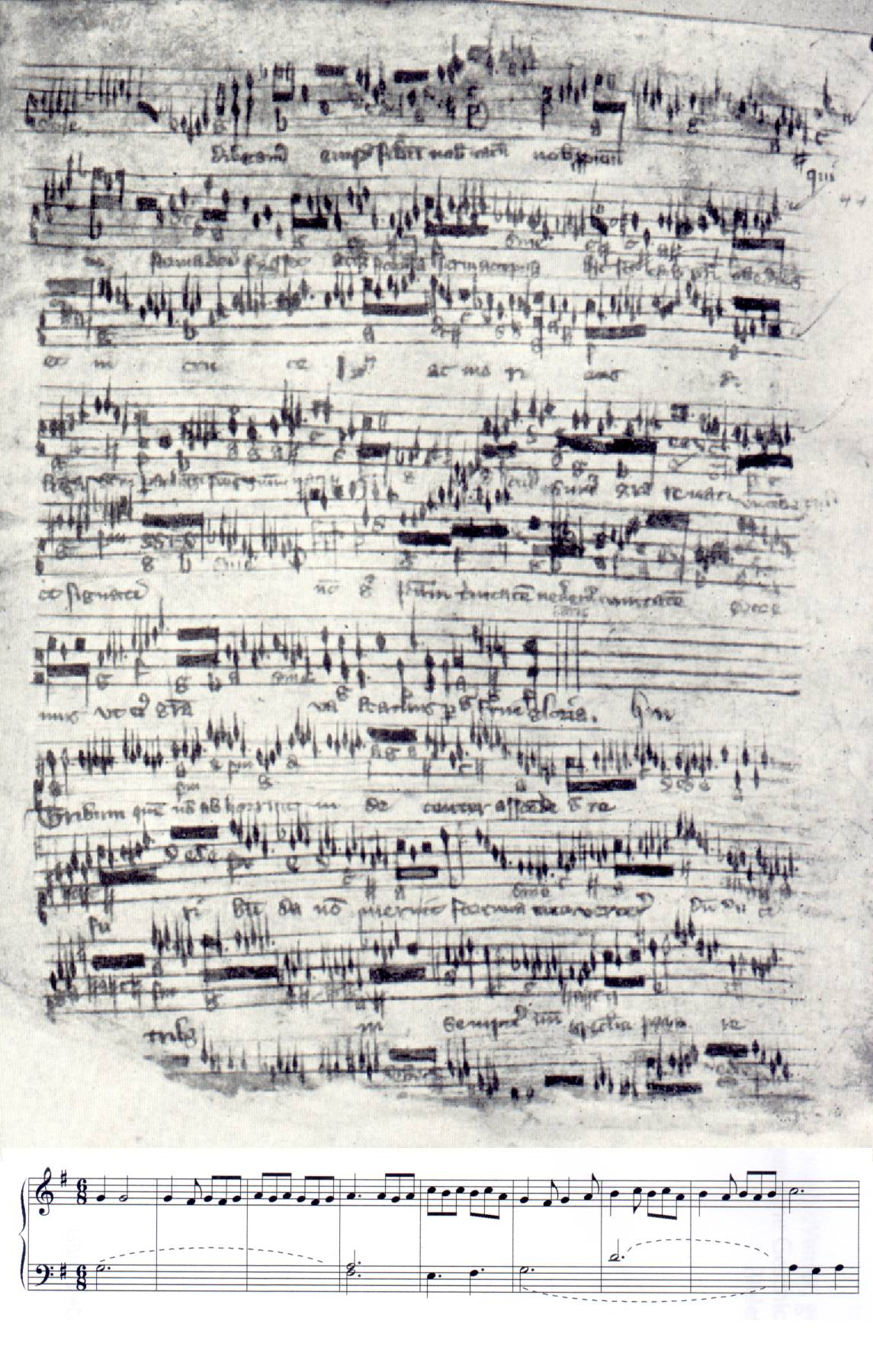
Fol. 44r aus dem „Robertsbridge Codex“ Appendix, geschrieben um 1350 Anhören

### Renaissance
Im 16. Jahrhundert erschienen bereits zahlreiche, in Tabulaturen erfasste Orgelstücke. Die Orgelmusik erlebte ihre erste Blütezeit. Bekannte Vertreter dieser Epoche sind u. a. Arnolt Schlick (~1460~1521), Leonhard Kleber (~1495–1537), Hans Kotter (~1485–1541), Antonio de Cabezón (1510–1566) und Jacob Paix (1556–1623?). In der Renaissance entstand neben sakraler Orgelmusik auch sehr viel weltliche Orgelmusik. Die Orgel hatte außer in der Kirche in dieser Zeit auch einen festen Platz in Schlössern und ähnlichen Anwesen. Dort kamen vor allem kleinere Instrumente (Hausorgel, Positiv, Regal) zum Einsatz. Durch den Dreißigjährigen Krieg sind in den von Kriegshandlungen betroffenen Gebieten in einem nicht mehr nachvollziehbaren Maße Quellen und Orgeln aus Mittelalter und Renaissance verloren gegangen.

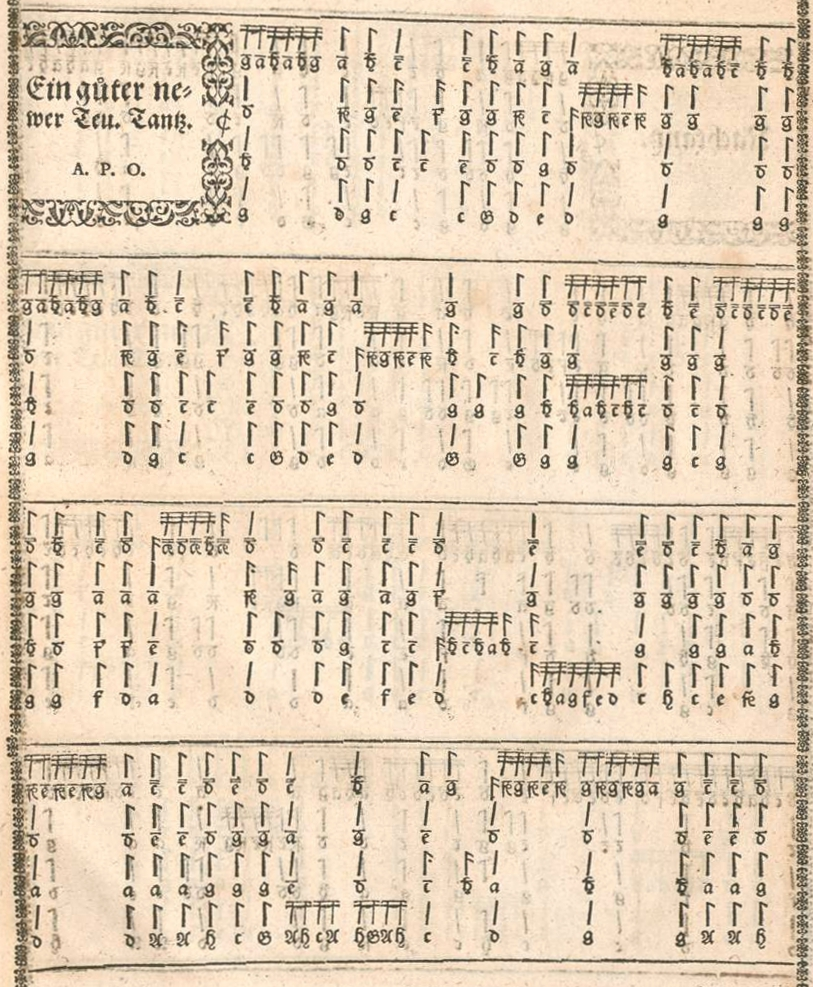
Jacob Paix (1556–1623?) (Hrsg.): Ein gůter newer Teu.Tantz, Tabulatur 1583 Anhören

### Barock
In der Zeit des Barock erlebte die Orgelmusik ihren zweiten Höhepunkt. Die in jener Zeit voll ausgebildeten, regional stark unterschiedlichen Orgeltypen führten zu entsprechend vielfältiger und ebenso unterschiedlicher Orgelmusik. Orgelmusik aus der Zeit des Barocks ist heute noch fester Bestandteil vieler Orgelkonzerte, was auch damit zu tun hat, dass aus dieser Zeit sehr viele Quellen, aber auch etliche Orgeln bis heute überdauert haben.
Die berühmtesten Komponisten barocker Orgelmusik waren:
- im norddeutschen Raum: Heinrich Scheidemann (1596–1663), Franz Tunder (1614–1667), Dieterich Buxtehude (1637–1707), Johann Adam Reincken (1643–1722), Vincent Lübeck (1654–1740), Georg Böhm (1661–1733), Nicolaus Bruhns (1665–1697)
- im mitteldeutschen Raum: Samuel Scheidt (1587–1654), Johann Pachelbel (1653–1706), Johann Kuhnau (1660–1722), Friedrich Wilhelm Zachow (1663–1712), Johann Gottfried Walther (1684–1748) und nicht zuletzt Johann Sebastian Bach (1685–1750)
- im süddeutschen Raum: Johann Jakob Froberger (1616–1667), Johann Caspar Ferdinand Fischer (~1665–1746), Gottlieb Muffat (1690–1770)
- in den Niederlanden: Jan Pieterszoon Sweelinck (1562–1621)
- in Frankreich: François Couperin (1668–1733), Louis Marchand (1669–1732), Nicolas de Grigny (1672–1703)
- in Italien: Girolamo Frescobaldi (1583–1643), Domenico Zipoli (1688–1726)
- in Spanien: Francisco Correa de Arauxo (1584–1654), Juan Bautista José Cabanilles (1644–1712)

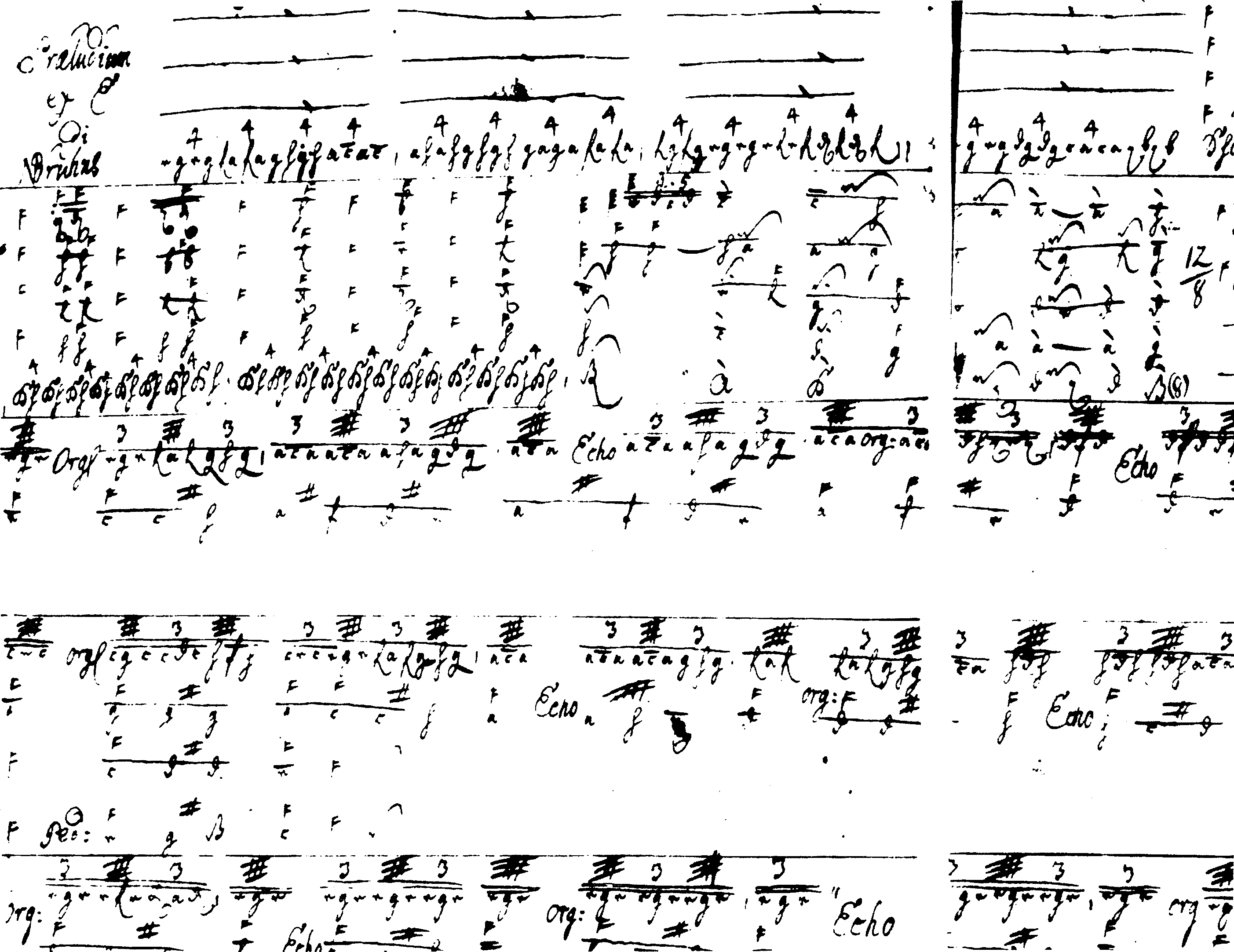
Orgeltabulatur des Kleinen Präludiums in e-Moll von Nicolaus Bruhns
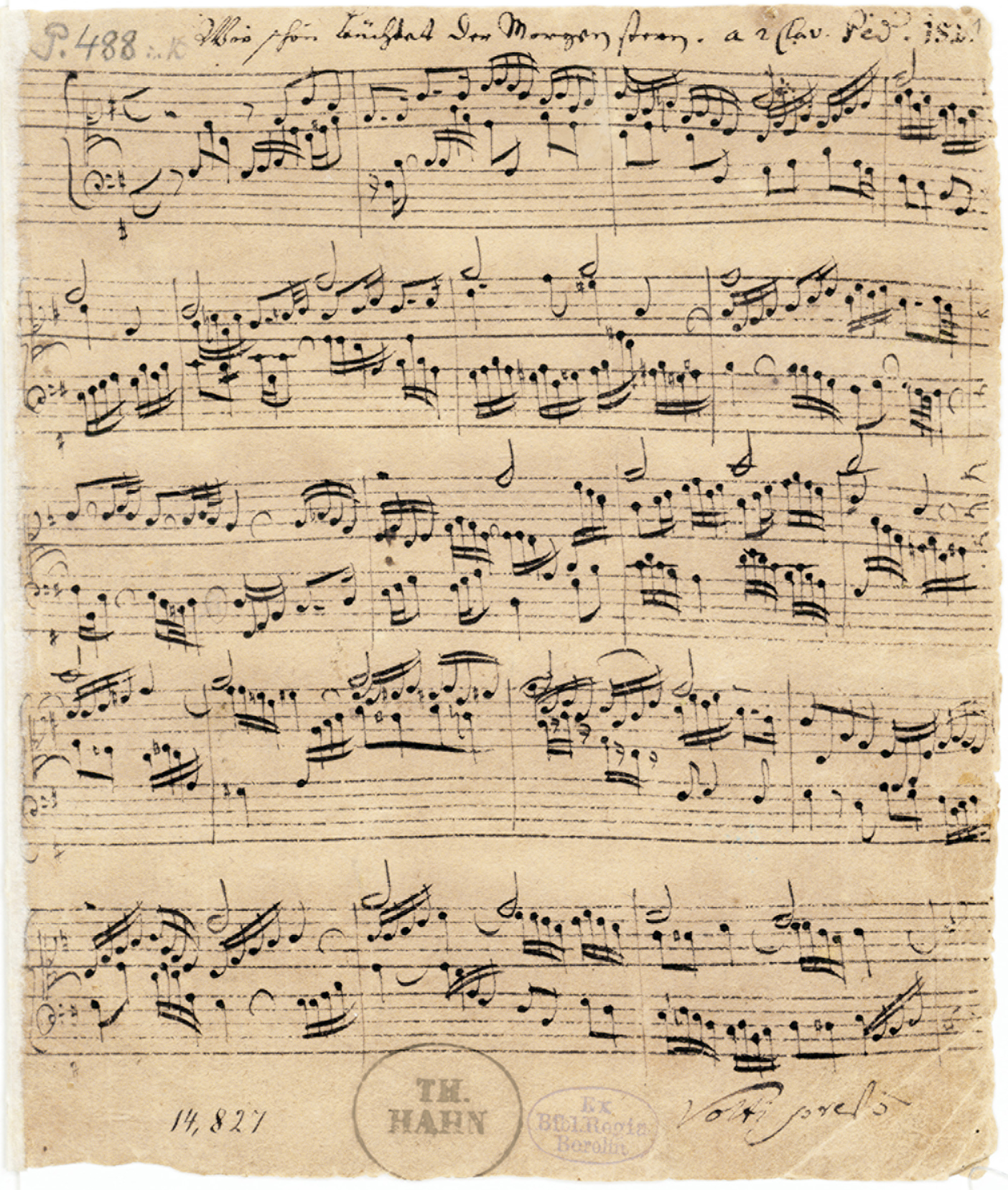
J. S. Bach, Autograph der Choralbearbeitung „Wie schön leuchtet der Morgenstern“, BWV 739

### Klassik
Einige Bachschüler wie z. B. Carl Philipp Emanuel Bach (1714–1788) und Johann Ludwig Krebs (1713–1780), aber auch bereits Georg Philipp Telemann (1681–1767) lassen als Vertreter des Empfindsamen Stils die Klassik bereits anklingen. Dagegen haben die berühmten Komponisten der Klassik wie Wolfgang Amadeus Mozart (1756–1791) oder Ludwig van Beethoven (1770–1827) fast gar nicht für die Orgel komponiert, auch wenn ersterer gelegentlich Orgel spielte. An der Schwelle der Klassik zur Romantik steht Christian Heinrich Rinck (1770–1846).

### Romantik
Mit dem Ende der Barockzeit Mitte des 18. Jahrhunderts ließ das Interesse an der Orgel stark nach. Nach einer längeren Pause in der Klassik erlebte die Orgelmusik ihren dritten Höhepunkt in der Zeit der Romantik, in der sich neben dem wiedererwachten Interesse an alten Formen, die mit der neuen Tonsprache verbunden wurden, auch die sinfonische Orgelmusik herausbildete. Berühmte Vertreter dieser Epoche sind u. a. Felix Mendelssohn Bartholdy (1809–1847), Franz Liszt (1811–1886), Johannes Brahms (1833–1897),
Julius Reubke (1834–1858), und Josef Gabriel Rheinberger (1837–1901). Max Reger (1873–1916) bildete auf diesen historischen Grundlagen einen eigenen, spätromantisch-expressiven, bis an die Grenzen der Dur-Moll-Tonalität gehenden Orgelstil heraus. In Frankreich entstand zeitgleich ein symphonischer Stil, der von César Franck (1822–1890) und Jacques-Nicolas Lemmens (1823–1881) begründet wurde. Weitere berühmte Komponisten dieses Stils sind Charles-Marie Widor (1844–1937) und Alexandre Guilmant (1837–1911).

### 20. Jahrhundert
In der ersten Hälfte des 20. Jahrhunderts entstand eine besondere neoklassizistische Schule (Siegfried Reda, Johann Nepomuk David), andererseits fand eine Weiterentwicklung der sinfonischen Musik für Orgel statt (Sigfrid Karg-Elert, Louis Vierne, Charles Tournemire, Marcel Dupré, Maurice Duruflé, Jean Langlais). Auch Komponisten der dodekaphonen und nachfolgend der seriellen Musik schrieben für die Orgel. Einer ihrer Vertreter ist Olivier Messiaen. Der verstärkte Orgelbau außerhalb von Sakralbauten (Kinoorgel, Orgel im Konzertsaal) führte dazu, dass nun auch wieder vermehrt weltliche Musik auf der Orgel gespielt wurde. Mit dem Aufkommen elektromechanischer Orgeln und später elektronischer Orgeln wurde jedoch der Großteil dieser neuen weltlichen Orgelmusik auf diese Instrumente verlagert.
Seit der zweiten Hälfte des 20. Jahrhunderts werden auch experimentelle Elemente und neue kompositorische Verfahren verwendet (Cluster bei György Ligeti, graphische Notation bei Mauricio Kagel). Daneben fließen aber auch Elemente älterer Epochen (Gregorianik, Mittelalter, Renaissance, Barock) und genrefremder Musikrichtungen (Blues, Jazz, Rock) in die Orgelmusik ein. Auch Anleihen bei der Filmmusik sind zu beobachten, wobei es hier primär nicht um die Wiederbelebung der alten Kinoorgeltradition geht.

### 21. Jahrhundert
Im 21. Jahrhundert wurde das Projekt ORGAN²/ASLSP gestartet. Neben der Alltagsfunktion der Orgel interessieren sich auch Komponisten für das Instrument. Besondere Zentren für zeitgenössische Orgelmusik sind die Martinskirche in Kassel sowie die Kunst-Station Sankt Peter in Köln. Dort werden regelmäßig Auftragskompositionen für zeitgenössische Orgelwerke vergeben.

## Formen

### Solistisches Orgelspiel

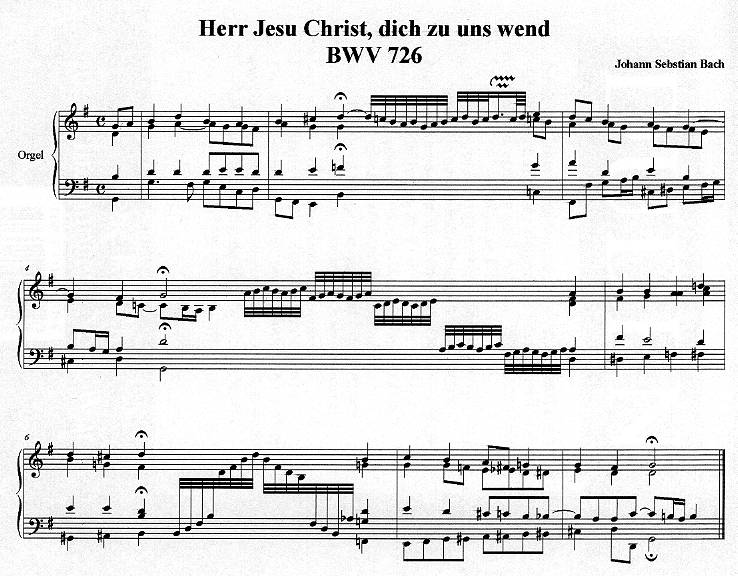
Herr Jesu Christ, dich zu uns wend, Orgelchoral BWV 726

Am künstlerisch bedeutsamsten ist das solistische Orgelspiel. Seit dem Barock sind dessen wichtigste Formen: Praeludium, Toccata, Fantasie, Voluntary, Tiento, Chaconne, Passacaglia, Ricercar, Fuge, Variationen, Suite, Sonate, Triosonate und Orgelsinfonie; wobei auch die Kombination einer Fuge mit einem vorangehenden weiteren Stück (zum Beispiel Präludium, Toccata oder Fantasie) häufig vorkommt. Diese Orgelstücke werden als „freie“ Orgelmusik bezeichnet, weil ihnen vom Komponisten frei verfasste Themen zugrunde liegen. Hinzu kommen choralgebundene Kompositionen: gregorianischer Choral beziehungsweise protestantische und katholische Kirchenlieder, die teilweise auch in den zuvor beschriebenen Formen komponiert sind. Eine häufige Form der Orgelbearbeitung eines meist protestantischen Kirchenliedes ist die Choralbearbeitung.
Siehe auch: Liste von Orgelkomponisten

### Improvisation
Die Improvisation ist mit der Orgel eng verbunden. Dies liegt unter anderem daran, dass ein Musiker auf der Orgel eine mehrstimmige Improvisation allein, also ohne Zusammenwirken mit anderen Instrumenten, gestalten kann. Zum anderen ist gerade beim Kontakt mit einer dem Musiker unbekannten Orgel die Improvisation eine sehr gute Möglichkeit, das Instrument kennenzulernen, ohne durch mit komponierten Stücken verbundene Klangvorstellungen eingeengt zu sein.
Die Improvisation ist in der geistlichen Orgelmusik äußerst wichtig und in jeder kirchenmusikalischen Ausbildung fester Bestandteil der Lehre; sie ist ebenfalls in Form von Choralvorspielen und Intonationen fester Bestandteil des liturgischen Orgelspiels und entstand aus den eher funktionalen Ansprüchen an die Musik im Gottesdienst.
Siehe auch: Liturgisches Orgelspiel
In der weltlichen Orgelmusik ist die Improvisation seit je her ein Begleiter der Orgel. Ein Beispiel dafür ist die musikalische Untermalung von Stummfilmen auf der Kinoorgel. Hierbei wird fast immer improvisiert, wobei der ausführende Musiker dies in Echtzeit zum laufenden Film zu bewerkstelligen hat. Normalerweise ist das nur möglich, wenn der Musiker den Film bereits kennt.

### Kammer- und Orchestermusik
Die Orgel in der hier beschriebenen Form spielt in der Kammermusik keine große Rolle. Kleinere Orgeln sind seit dem Barock besonders als Basso-Continuo-Instrument verbreitet. Orchestermusik mit Orgel wurde zunächst im Barock besonders in den Orgelkonzerten Georg Friedrich Händels, seltener zur Zeit der Klassik, sowie dann mit großer Orgel vereinzelt in der Romantik gepflegt – im letzteren Fall, um den gegen Ende des 19. Jahrhunderts immer riesigeren Orchestern noch mehr Klangfarbenvielfalt zu geben und den Tonraum bis in die Subkontraoktave (32′-Register der Orgel) zu erweitern.

### Jazz
Zunehmend wird auf der Kirchenorgel auch Jazz gespielt, auch wenn dieses wegen der oft halligen Akustik in Kirchenräumen, die häufig dem stark akzentuierten Spiel entgegensteht, mit besonderen Schwierigkeiten verbunden ist. Barbara Dennerlein ist zurzeit das bekannteste Beispiel einer Jazzorganistin. Aber auch „klassische“ Kirchenmusiker verwenden vor allem im liturgischen Spiel neuer geistlicher Lieder, aber auch bei Kompositionen oder Improvisationen Elemente des Jazz.

## Notation
Aktuelle Orgelmusik wird in der Regel mit drei Zeilen pro System notiert. Dabei wird in den oberen beiden Zeilen das Spiel auf den Manualen in der Regel wie bei Klaviernoten im Violin- und Bassschlüssel notiert und die dritte Zeile enthält die Noten für das Pedalspiel, die zumeist im Bassschlüssel notiert sind. Bei einfachen Choralsätzen ist auch eine Notation auf zwei Zeilen üblich (wie bei Klaviermusik). Welche Töne dann im Pedal gespielt werden, ist dann entweder nicht vorbestimmt oder aber leicht zu erkennen, was meist auf die tiefste Stimme zutrifft. Bei nicht choralgebundenen Orgelstücken deutet eine zweizeilige Notation (wie bei Klaviermusik) häufig auf ein Spiel ohne Gebrauch des Pedals hin. Soll bei derart notierten Stücken die tiefste Stimme trotzdem ganz oder teilweise im Pedal ausgeführt werden, so ist dies oft entsprechend vermerkt. Vorsicht ist bei barocker Orgelmusik in zweizeiliger moderner Notation geboten. Hier kann der Eindruck entstehen, dass die tiefste Stimme im Pedal auszuführen ist, da das Stück sonst auf einem modernen Instrument nicht spielbar ist. Tatsächlich sind viele dieser Stücke auf Barockorgeln mit kurzer Oktave ohne Gebrauch des Pedals spielbar. Bei iberischer Orgelmusik aus der Barockzeit ist dies bis auf wenige Ausnahmen der Regelfall. Auf modernen Instrumenten besteht die Abhilfe darin, das Pedal ohne eigene Register an das die Bassstimme führende Manual anzuhängen und soweit nötig die Töne der Bassstimme auf dem Pedal zu spielen.